# Marek Nowiński
Marek Nowiński – polski ekonomista, dr hab. nauk ekonomicznych, profesor nadzwyczajny Instytutu Zastosowań Matematyki Wydziału Zarządzania, Informatyki i Finansów Uniwersytetu Ekonomicznego we Wrocławiu.

## Życiorys
Obronił pracę doktorską, 27 marca 2008 habilitował się na podstawie oceny dorobku naukowego i pracy zatytułowanej Nieliniowa dynamika szeregów czasowych w badaniach ekonomicznych. Pracował w Instytucie Zastosowań Matematyki na Wydziale Zarządzania, Informatyki i Finansów Akademii Ekonomicznej im. Oskara Langego we Wrocławiu.
Piastuje stanowisko profesora nadzwyczajnego Instytutu Zastosowań Matematyki Wydziału Zarządzania, Informatyki i Finansów Uniwersytetu Ekonomicznego we Wrocławiu.

## Publikacje
- 2006: Metoda danych zastępczych w analizie nieliniowej szeregów czasowych[1]
- 2007: Test White’s Reality Check Jako metoda weryfikacji[1]
- 2008: Analiza wizualna w badaniu dynamiki finansowych szeregów czasowych[1]